# Ivano Balić
Ivano Balić (* 1. dubna 1979, Split) je bývalý chorvatský házenkář. V letech 2003 a 2006 byl zvolen nejlepším hráčem světa a je považován za jednoho z nejlepších hráčů všech dob. V roce 2003 vyhrál s chorvatským národním týmem Mistrovství světa a v roce 2004 Olympijské hry. Za chorvatskou reprezentaci odehrál 198 zápasů a vstřelil 535 branek. V roce 2007 získal cenu časopisu Sportske novosti pro chorvatského sportovce roku. Se španělským klubem BM Neptuno vyhrál v roce 2012 soutěž IHF Men's Super Globe.
Kariéru ukončil v roce 2015 jako hráč německého klubu HSG Wetzlar. Od roku 2021 je asistentem trenéra chorvatské reprezentace Hrvoje Horvata.